# Tõnu Kaljuste
Tõnu Kaljuste (Tallinn, 28 d'agost de 1953) és un director d'orquestra estonià.
Nascut a Tallinn, Kaljuste és el fill de Heino Kaljuste (1925–1989), director d'orquestra estonià i de la periodista de ràdio Lia Kaljuste. Tõnu va cantar en els cors del seu pare quan era nen i es va graduar a la Tallinna Muusikakeskkool el 1971. Es va graduar al Conservatori de Tallinn el 1976 i va estudiar amb Jüri Variste i Roman Matsov i va continuar com a postgrau al Conservatori de Leningrad fins al 1978.
Kaljuste va assumir el paper del seu pare com a líder del cor de cambra Ellerhein el 1974, un conjunt que va realitzar obres corals que van des de la música renaixentista fins a la música d'avantguarda contemporània. Va ser professor de direcció coral al Conservatori de Tallinn entre 1978 i 1980 i va guanyar el premi al millor director del Concurs Internacional de Corals Béla Bartók de 1980. Amb el suport financer del govern estonià, Kaljuste va convertir el cor de cambra d'Ellerhein en un conjunt de temps complet i el va canviar el nom al de Cor de Cambra Filharmònica d'Estònia el 1981. Kaljuste també va dirigir l'Òpera Nacional d'Estònia entre 1978 i 1995.
Després de la independència d'Estònia el 1991, es van aixecar moltes de les barreres d'interpretació i gravació internacionals, i Kaljuste es va fer conegut pels seus enregistraments en ECM Records dels treballs de compositors estonians com Veljo Tormis, Erkki-Sven Tüür, Heino Eller i Arvo Pärt. El 1993 va formar l'Orquestra de Cambra de Tallinn; va ser també el principal director del cor de ràdio suec entre el 1994 i el 2000, així com del coral de cambra dels Països Baixos (1998-2000).
A més de compositors estonians, Kaljuste també ha gravat obres de Beethoven, Penderecki, Alfred Schnittke, Rakhmàninov, Mozart, Serguei Tanéiev, Vivaldi i altres.
El 2014, Kaljuste va ser elegit pel món estonià com el segon estonià més destacat d'aquell any, darrere d'Arvo Pärt.
El 1980 es va casar amb l'actriu Ülle Kaljuste (nascuda Side); la parella es va divorciar més tard.
El 2019, Tõnu Kaljuste va rebre el premi Internacional de Música Clàssica (ICMA) en la categoria de música contemporània en un acte de gala a Lucerna, Suïssa. Kaljuste va rebre el premi per la seva gravació de les quatre simfonies d'Arvo Pärt amb l'Orquestra Filharmònica de Wrocław de NFM (ECM).

## Discografia
- Arvo Pärt: The Symphonies  (ECM, 2018)
- Heino Eller: Neenia  (ECM, 2001)
- Alfred Schnittke: Psalms of repentance  (ECM, 1999)
- Ignis (ECM, 1998) (Amb Paul Giger)
- Arvo Pärt: Kanon Pokajanen  (ECM, 1998)
- Arvo Pärt: Litany  (ECM, 1996)
- Arvo Pärt: Te Deum  (ECM, 1993)
- Veljo Tormis: Forgotten peoples  (ECM, 1992)